# Régis Porte
Régis Porte est un acteur français né le 4 février 1953 à Montier-en-Der.

## Biographie
Après un début de carrière au cinéma au cours des années 1970, Régis Porte s'est fait connaître comme auteur de comédies pour le théâtre.

## Filmographie
- 1975 : Salut les frangines de Michel Gérard
- 1975 : Soldat Duroc, ça va être ta fête de Michel Gérard : Bernard Duroc
- 1977 : Armaguedon d'Alain Jessua
- 1977 : Dis bonjour à la dame de Michel Gérard : Gilles Ferry
- 1977 : Au plaisir de Dieu de Robert Mazoyer : Michel Desbois adolescent
- 1978 : La Carapate de Gérard Oury
- 1979 : Et la tendresse ? Bordel ! de Patrick Schulmann : Léo
- 1979 : Les Chiens d'Alain Jessua : Jacques
- 1979 : La Dérobade de Daniel Duval
- 1979 : Le Pull-over rouge de Michel Drach : Maître Jean-François Laffont, l'avocat de Ranucci
- 1980 : La vie des autres : le secret des Valaincourt d'Emmanuel Fonlladosa
- 1980 : Les Folles nuits d'Ibiza (Die schönen Wilden von Ibiza de Sigi Rothemund
- 1982 : N'oublie pas ton père au vestiaire de Richard Balducci
- 1982 : Médecins de nuit de Gérard Clément, épisode : Le Bizutage (série télévisée)
- 1982 : Médecins de nuit de Jean-Pierre Prévost, épisode : Le Mensonge (série télévisée)
- 1983 : Salut la puce de Richard Balducci
- 1984 : Comment draguer tous les mecs de Jean-Paul Feuillebois
- 1986 : Médecins de nuit de Nicolas Ribowski, épisode : Nuit de Chine (série télévisée)
- 1986 : Médecins de nuit de Jean-Pierre Prévost, épisode : Marie-Charlotte (série télévisée)